# Esteban Handal Pérez
Esteban José Handal Pérez (nacido el 7 de enero de 1965 en la ciudad de San Pedro Sula) es un político y empresario hondureño , quién lideró el Frente de Unidad Liberal.

## Educación
Esteban Handal Pérez recibió toda su educación escolar en la Escuela Internacional Sampedrana, e hizo sus estudios universitarios inicialmente en la Universidad de Texas, después a Louisiana State University , graduándose de Ingeniero Industrial en 1987.

## Carrera política
Recién llegado de los Estados Unidos se involucró en política, apoyando al entonces candidato presidencial por el Partido Liberal de Honduras, Ingeniero Carlos Roberto Flores, cuando este se postuló por primera vez en 1989. Después de la victoria en esas elecciones del candidato por el Partido Nacional de Honduras, Licenciado Rafael Leonardo Callejas. Esteban no se quedó atrás, ganando el mismo en el mismo 1989 la presidencia de la Juventud Liberal de San Pedro Sula. Posteriormente fue coordinador de campaña de Ramón Villeda Bermúdez y en agosto de 1993 participó en el Congreso de la Juventud Liberal. El candidato a presidente era Ceferino Durón, pero tuvo una emergencia en El Paraíso y los delegados lo eligieron presidente de la Juventud Liberal, hasta el 2001. En 1997 gana la candidatura a diputado por el movimiento de Jaime Rosenthal, y es elegido diputado en las elecciones generales en las que salió triunfador el Liberal Carlos Roberto Flores.
Durante su tiempo como diputado resalto por ser siempre firme con sus convicciones, aunque al poco tiempo de haber ganado la diputación se postuló como precandidato a la presidencia por el Partido Liberal con el movimiento "Nueva Generación". Durante su campaña comenzaron a llamarlo "El Toro Colorado", sobrenombre con el que es reconocido en toda Honduras. 
Durante su campana presidencial, Handal Pérez promovió "la renovación del Partido Liberal de Honduras con hombres y mujeres jóvenes en pensamiento, la democratización del Partido Liberal, el rescate de los principios liberales y garantizar alimentación, salud, educación, empleo, seguridad y vivienda para todos los hondureños", entre otros objetivos.
En las elecciones internas del Partido Liberal el 3 de diciembre del 2000, Esteban Handal Pérez, autodenominado el "Toro Colorado", recibió 150 mil votos, que no fueron suficientes ya que en esa ocasión resultaría ganador de la candidatura a la presidencia por el Partido Liberal el Profesor Rafael Pineda Ponce, que en las elecciones generales fue perdedor ante Ricardo Maduro Joest, del Partido Nacional. Posteriormente a las elecciones, Esteban Handal se retiraría temporalmente de la política para dedicarse a la labor pastoral y su labor como empresario.
El 16 de mayo del 2010, anuncio públicamente por medio de una entrevista al diario La Tribuna su intención de volver a la política nacional y postularse a la Presidencia por el Partido Liberal. Él justificó su regreso por el sentimiento de que "El pueblo hondureño necesita cambios profundos en el sistema político y además porque creo que debe haber una mayor conciencia social por las grandes mayorías" y su no involucramiento en los acontecimientos del 28 de junio del 2009. Actualmente lidera el "Frente de Unidad Liberal" y públicamente ha declarado su intención de presentarse a las elecciones internas del Partido Liberal en el 2012, con intenciones de lograr "la construcción de una nueva Honduras, con más oportunidades para todos, más democrática, más libre , más desarrollada, más justa, más digna".